# Заморський Володимир Степанович
Замо́рський Володи́мир Степа́нович (нар. 29 березня 1928, Київ) — український баскетбольний тренер. Головний тренер жіночої збірної України (1966–1990). Заслужений тренер України (1971).

## Життєпис
Закінчив Київський інститут фізкультури в 1952 році.
Вихованець Володимира Шаблінського.
Після закінчення інституту став першим тренером з баскетболу в Київській раді ДСТ «Спартак», де його учнями були легендарні гравці СКІФ (згодом «Будівельника») Вадим Гладун та Леонід Поплавський. Спартаківців тренував з 1953 до 1957 року.
Працював вчителем фізкультури у середній школі, старшим тренером ДЮСШ № 4 (1957–1962), ДЮСШ № 1 (1962–1966), став «Відмінником народної освіти СРСР».
45 років свого життя віддав роботі з юними спортсменами, працюючи переважно з дівчатками у Республіканському, згодом Київському ліцеї-інтернаті спортивного профілю (з 1966). З ними він шість разів ставав чемпіоном СРСР, двічі перемагав на Всесоюзній Спартакіаді школярів, багато разів був переможцем республіканських змагань серед юніорів.
Працював тренером дублерок провідної баскетбольної команди України «Динамо» (Київ), був тренером збірної України, яка 1971 року вперше у своїй історії стала бронзовим призером V Спартакіади народів СРСР.
У 1966–1990 роки — головний тренер жіночої збірної команди України, багаторазової володарки першості СРСР.
2000 року завершив тренерську роботу, переніс тоді операцію, після якої уже не повернувся до баскетболу.

## Вихованці
- Наталія Климова (Назембло) — чемпіонка Олімпійських ігор, двічі чемпіонка світу, тричі чемпіонка Європи
- Галина Мельниченко — чемпіонка Європи (1981)
- Олена Вергун (Свиридова) — чемпіонка Європи (1989)